# Тумба (гора)
Ту́мба (греч. Τούμπα, болг. Тумба, макед. Тумба) — пограничная гора на стыке трёх европейских стран: Греции, Болгарии и Северной Македонии (трипойнт). В этих странах административно принадлежит Македонии-Фракии (Центральной Македонии; районы Килкис и Серре), Благоевградской области (община Петрич) и Юго-Восточному региону (община Ново-Село), соответственно. Тумба является частью горного хребта Беласица, имеет высоту 1880 метров.
Тумба является крайней юго-западной точкой Болгарии и крайней юго-восточной точкой Северной Македонии.
Тумба имеет форму купола, её южный и северный склоны обрывисты, восточный и западный — достаточно пологи. Состоит из метаморфических горных пород, имеет небольшое количество субальпийской растительности.
После окончания Первой мировой войны в 1918 году на вершине Тумбы с болгарской стороны был установлен памятник погибшим воинам 11-й пехотной македонской дивизии. 17 августа 1926 года он был разрушен греческими войсками.
Каждый август, начиная с 2001 года, к вершине Тумбы организуются международные экскурсии под девизом «Балканы без границ». Со стороны Греции туристические группы выдвигаются из посёлков Платанакия, Калахори и Кастанусса; со стороны Болгарии — из сёл Ключ, Скрыт и Габрене; со стороны Северной Македонии — из поселений Смолари и шале Шарена-Чешма. С болгарской стороны для туристов оборудовано шале Лопово на 31 человеко-место.